# Die Spur im Schnee (1917)
Die Spur im Schnee ist ein stummes deutsches Kriminaldrama aus dem Jahre 1917 von Siegfried Dessauer mit Mogens Enger in der Hauptrolle als Kriminalkommissar Ernst. An seiner Seite spielten Hanne Brinkmann, Ernst Hahn und Viktor Janson.

## Handlung
Der Kunstmaler Kurt Maltitz hat sich in die attraktive Hertha von Felsen verliebt und würde sie gern heiraten. Dies missfällt jedoch ihrer Mutter, denn die möchte für ihre Tochter gern einen wohlhabenden Mann haben. Und so hat sie Herrn von Nardoff ausgeguckt, einen Freund Kurts. Der ist zwar hässlich und korpulent, dafür aber finanziell gut ausgestattet. Um den lästigen Konkurrenten loszuwerden, bietet Nardorff Kurt eine Menge Geld an, auf dass er zukünftig die Finger von Hertha lassen möge. Entrüstet weist Kurt dieses unmoralische Angebot von sich. Es kommt zu einer ernsten, abendlichen Unterredung zwischen den beiden Männern, und am nächsten Morgen ist Nardorff wie vom Erdboden verschwunden. In Nardorffs Unterkunft, die massiv durchwühlt wurde, findet sich lediglich ein Messer, das eindeutig Kurt zugeschrieben werden kann. Da man von einem Verbrechen ausgeht, wird die Polizei benachrichtigt, die in Gestalt von Kriminalkommissar Ernst erscheint. Er beginnt mit der Untersuchung.
Der Kriminalrat kann vor dem Haus Spuren im Schnee ausmachen, die durch den Park führen und an einem zugefrorenen See enden. Hat Kurt dort den möglicherweise Toten versenkt? Vom Leichnam Nardorffs findet sich jedenfalls keine Spur, dennoch wird gegen Kurt Maltitz ein Prozess wegen Mordes eröffnet. Vor Gericht leugnet Kurt eindringlich etwas mit dem Verschwinden des Konkurrenten um die Gunst Herthas zu tun zu haben. Es habe, so der Maler, lediglich einen Wortwechsel mit Nardorff gegeben, danach sei er ohne weitere Vorkommnisse gegangen. Richter und Staatsanwalt glauben ihm angesichts belastender Indizien jedoch nicht. Ehe es zu einem verhängnisvollen (Fehl-)Urteil kommen kann, betritt im letzten Moment Kriminalrat Ernst den Gerichtssaal, an seiner Seite der verschollene Nardorff. Der ist offensichtlich ohne jemandem Bescheid zu geben fortgegangen und erzählt nun vor Gericht, wie es dazu kam. Kurt wird wieder auf freien Fuß gesetzt und kann sich mit seiner Hertha endlich verloben.

## Produktionsnotizen
Die Spur im Schnee wurde von Heinrich Gärtner photographiert. Der Film lag der Polizei Berlin im Juni 1917 vor, erhielt die Prüf-Nr. 40606 und konnte unter Jugendverbot einen Monat später im Kino Marmorhaus zu Berlin aufgeführt werden. Die Polizei München untersagte unter den Prüf-Nrr. 24815, 24816, 24817 und 24818 eine Ankündigung als Detektivfilm für die Dauer des Krieges. Die Reichsfilmzensur Berlin erneuerte am 30. August 1921 das Jugendverbot unter der Nr. 4141.
Auch die k.u.k. Zensurbehörde in Österreich befand das „Detektivdrama DIE SPUR IM SCHNEE für Jugendliche nicht geeignet“.
Der Vierakter besaß eine Länge von 1376 bzw. 1385 Meter.

## Kritik
Die Neue Kino-Rundschau in Wien bewertete den Film positiv: „Die sehr geschickt und spannend aufgebaute Handlung … bietet eine Anzahl gut ausprobierter Effekte, eine hübsche Portion Spannung und zum Schluß ein glücklich liebend Paar. Dazu ist der Film gut inszeniert und sehr wirkungsvoll dargestellt.“